# Second Suite in F (Holst)
De Second Suite in F for Military Band, op. 28, nr. 2 is een compositie voor harmonieorkest van de Engelse componist Gustav Holst uit 1911. Dit werk is met de First Suite in E♭ for Military Band in de Engelstalige wereld een standaardwerk in het repertoire voor harmonieorkesten. In de tweede suite, die als iets moeilijker beschouwd dan de eerste suite, zijn zeven Engelse volksliederen verwerkt. 
De suite bestaat uit vier delen: March: Morris dance, Swansea Town, Claudy Banks, Song Without Words, I'll Love My Love, Song of the Blacksmith en Fantasia on the Dargason.
Er zijn talloze opnames van dit werk op langspeelplaat, cd en dvd gemaakt.